# Frederik Schiern
Frederik Eginhard Amadeus Høst Schiern (født 22. november 1816 i København, død 16. december 1882) var en dansk historiker.
Schierns forældre var litteraten Jens Kragh Høst og Susanne Margrethe Oxholm (hun skiltes senere fra faderen og ægtede kammerråd Niels Frederik Bernhard Schiern hvorefter børnene antog stedfaderens efternavn). Han var bror til departementschef Einar Theodor Immanuel Schiern. Først da Schiern var 16 år gammel blev det bestemt, at han skulle studere, og han sattes i Borgerdydskolen på Christianshavn, hvorfra han 1834 dimitteredes til Københavns Universitet. Som student viste han sin interesse og evne for historiske studier, idet han vandt universitetets guldmedalje for en afhandling om gallernes indvandring til Lilleasien. Imidlertid fortsatte han sine juridiske studier og tog 1839 juridisk embedseksamen. Skønt han begyndte på praktisk juridisk virksomhed, gik hans hovedinteresse dog mod historien, og efter at han havde disputeret for magistergraden om Cimbrerne (Origines et migrationes Cimbrorum, 1842), rejste han, delvis med offentlig understøttelse, til udlandet. Efter sin hjemkomst i 1844 holdt han forelæsninger ved Københavns Universitet og udnævntes 1847 til lektor i historie ved universitetet. 1851 blev han efter Laurids Engelstofts død ordinær professor, hvilken stilling han beklædte til sin død, hvorefter Kristian Erslev overtog embedet.

## Historiske arbejder
Der var i Schierns historiske syn og arbejdsmåde meget som var beslægtet med Engelstofts. Han havde som denne vide felter for sig og så ud over hele verdenshistorien. Han havde ikke tidsrum, som han studerede med forkærlighed, hvorimod der var emner og bevægelser i historien, til hvilke hans interesse uafbrudt vendte sig. Det var udviklingen og brydningerne, han havde for øje, idet han stræbte efter at se de forskellige virkende kræfters herkomst og værd, eller han ville skildre selve de øjeblikke, da kampen var brændende. Derfor var fra hans allerførste studietid hans blik vendt mod folkenes etnografiske forhold og vandringer og mod nationaliteternes liv. Hans første – og egentlig hans eneste – større arbejde var Evropas Folkestammer, historiske Undersøgelser og Omrids I (1851), hvori han gav en omhyggelig og livfuldt skrevet fremstilling af mange oldtidsfolk i Europa og de nationaliteter, som senere udgik fra dem. I en lang række afhandlinger viste Schiern med hvor vågent et øje han fulgte alle nationale bevægelser. Der gik da også sjældent et år, uden at han besøgte sådanne lande i Europa, hvor disse spørgsmål var brændende, og her opsamlede han også meget stof til de studier, som han efterhånden offentliggjorde, og som på grund af deres smukke og livlige form og emnernes netop for danske så aktuelle karakter blev stærkt læste. Hertil hørte således afhandlingerne "Den nyere Nationalitetsbevægelse" (1849), Skaanes politiske og nationale Forening med Sverige (1852), "Nationalitet og Sprogkamp i Belgien" (1843), "Breve fra Prag" (1857), "Ved Nedre-Donau" (1857), "Nationalitetsstriden i Tyrol" (1862), "Det polskrussiske Spørgsmaal" (1863) og "Tysk Kultur og Rusland" (1867). Schiern havde også gjort sig bekendt med kilder i de slaviske sprog, hvad der affødte hans studier "Om Dronning Dagmar. Kritiske Bidrag til den danske og til den bøhmiske Historie" i Historisk Tidsskrift 2. række, bind V (1854), s. 512-581  og 
"Om den slaviske Oprindelse til nogle Stedsnavne paa de danske Smaaøer" (1855).
På grund af Schierns forkærlighed for studiet af nationaliteterne måtte de internationale forhold særlig tiltale ham – og der er få af hans afhandlinger, der angår et enkelt folk – derfor forfølger han ideers og folkeslags vandringer, således i afhandlingerne "Et nordisk Sagns Vandringer, fornemmelig med Hensyn til Sagnet om Wilhelm Tell" i Historisk Tidsskrift, 1. række, bind I (1839), s. 45–111 og Udvandringerne fra Normandiet til Italien og Normannernes første Erobringer i Neapel og Sicilien (1845). I det hele er det kombinationerne, det atter genkommende, som især satte Schierns tankerække i bevægelse. Derfor søgte han ved mange lejligheder at belyse foreliggende politiske spørgsmaal ved paralleler fra andre tidspunkter og folk. Han fulgte af den grund så ivrigt med i nyere geografiske rejser, fordi han her ville finde bidrag til fortolkningen af oldtidsforhold. Blandt hans undersøgelser i denne retning kan nævnes hans påvisning af, hvorledes kendskabet til Nilens kildesøer allerede forelå hos en græsk geograf fra oldtiden, eller hvorledes efterretningerne om de guldgravende bjergboer i Tibet kunne forklare Herodots fortælling om de guldgravende myrer.
I øvrigt lod hans flittige læsning i fremmed litteratur ham jævnlig finde nye oplysninger til Danmarks historie. Om Schierns sans for brydningstider såvel som for sammensatte eller tvivlsomme karakterer vidner flere afhandlinger om Johann Friedrich Struensees historie og revolutionen 1772 og om "James Hepburn, Jarl af Bothwell, hans Anholdelse i Norge og Fængselsliv i Danmark" i Historisk Tidsskrift, 3. række, bind II (1863), s. 413–712.
De vigtigste af disse og mange andre afhandlinger samlede Schiern i sine Historiske Studier (to bind, 1856–1857) og Nyere historiske Studier (to bind, 1875–1879).
Det er således vidtspredte emner og forhold, som Schiern behandlede i sine studier, men de må dog siges at være mærket af tanker, som stadig kommer igen. Schiern var stærkt påvirket af den Hegelske forestilling om verdenshistorien som en ideens udviklingsgang gennem tiderne, om han end vægrer sig mod enhver rent apriorisk opbygning, således som den ofte kom frem i den Hegelske skole. Han havde en afgjort tendens til at se ideen afspejlet i tiden, og selv hvor han undersøgte ret ubetydelige ting, stræbte han at se dem i verdenshistoriens lys. Han gav allerede som ung sine
ideer om historieskrivningens art og væsen udtryk i en afhandling om "Historieskrivningens Udvikling og nærværende Standpunkt" i Tidsskrift for Litteratur og Kritik VII (1842), som med grund blev beundret. Her fik hans tanker om historieskrivningens ideal en præcis formulering: "Det, hvortil Nutiden trænger, og hvorefter den længes, er ikke en historisk Fortælling om Facta, men en historisk Udvikling af Aandens Aabenbaring i Tiden" (citeret efter Ellen Jørgensen: Historiens Studium i Danmark i det 19. Aarhundrede, København 1943, s. 85).
I øvrigt blev det snart den franske historieskrivning, som især påvirkede ham. Således havde Jacques Nicolas Augustin Thierry ved at drage nationalitetsprincippet frem i første linje under betragtningen af folkenes Historie megen indflydelse på ham, og Schiern havde i sin fremstillingsmåde, den klare, pointerede stil uden bredde, ret ofte med tilspidsede pointer, væsentlig franske forbilleder.

## Schiern som person
Det urolige og springende, der var over Schierns studier, stod i nøje forbindelse med uroen i hans private liv. Han var 1852 blevet gift med Fanny Maria Ophelia Beutner, datter af kaptajn S.N. Beutner, men ægtefællernes samliv varede kun kort, og de blev skilt 1859. Savnet af et hjem og hans uregelrette levevis lod ham daglig færdes i Athenæum og på cafeer, hvor han imidlertid indsamlede mange af de notitser, som han fik anvendelse for i sine afhandlinger. I øvrigt var han en flittig læser i sin studerestue og på biblioteker, og han besad en betydelig litteraturkundskab.
Som universitetslærer tilkommer der Schiern den fortjeneste, at han holdt interessen for verdenshistorien levende og hævdede de store historiske tankers betydning. Han henledte opmærksomheden på den moderne historieskrivning i udlandet, og han formåede at sammenknytte det forgangne med nutiden. Han havde gerne et godt besat auditorium både af akademiske borgere og andre, idet hans foredrag var levende og ofte åndfulde og hans emner heldig valgte. Derimod havde han kun anvendt ringe omhu på udarbejdelsen. Schiern var i øvrigt alt andet end ivrig i varetagelsen af sine embedspligter. Han viste ingen interesse for at vejlede de studerende og egnede sig vel heller ikke hertil. Også over for kollegerne stod han noget fremmed og kølig, om han end bevarede en ubetinget højagtelse og trofasthed over for enkelte ældre, således Erich Christian Werlauff, hvis biografi han skrev i 1861.
Schiern blev også kaldet til deltagelse i det politiske liv og valgtes i Nyborg, hvor han gennem sin familie havde forbindelser, til medlem af den grundlovgivende forsamling. Han var anbefalet både af herremænd og bønder, hvad der var betegnende for hans uklare standpunkt. Han stemte for Grundloven, men indrykkede nogle dage efter en erklæring i Berlingske Tidende om, at han misbilligede repræsentationsmåden, særlig Landstingets
valgbarhedscensus. Senere valgtes han til medlem af Folketinget som repræsentant for forskellige valgkredse 1853 (Ribe Amts 2. kreds), 1855 (Faaborgkredsen) og 1858 (ditto). Han hørte ikke fuldt hjemme i noget parti, men stod de nationalliberale nærmest, ligesom han var varm skandinav, dvs. tilhænger af skandinavismen. Hans holdning var ofte uberegnelig.
Schiern var 1859 blevet medlem af Videnskabernes Selskab og 12. juni 1860 af Det kongelige danske Selskab for Fædrelandets Historie. Han var i omkring 40 år medlem af Den danske historiske Forenings bestyrelse – fra 1870 dens formand – og varmt interesseret for foreningens virksomhed.

### Fodnoter
1. ↑  On-line udgave af artiklen på tidsskrift.dk (Webside ikke længere tilgængelig)
2. ↑  tidsskrift.dk (Webside ikke længere tilgængelig)